# لورا موريارتي (شاعرة)
لورا موريارتي (بالإنجليزية: Laura Moriarty)‏ (8 أبريل 1952)؛ كاتِبة، شاعرة وروائية أمريكية. درست في جامعة كاليفورنيا.